# العلاقات الصينية الصربية
العلاقات الصينية الصربية هي العلاقات الثنائية التي تجمع بين الصين وصربيا.

## مقارنة بين البلدين
هذه مقارنة عامة ومرجعية للدولتين:
| وجه المقارنة                                              | الصين                    | صربيا                                                      |
| --------------------------------------------------------- | ------------------------ | ---------------------------------------------------------- |
| المساحة (كم2)                                             | 9.60 مليون               | 88.36 ألف                                                  |
| عدد السكان (نسمة)                                         | 1.33 مليار               | 7.02 مليون                                                 |
| الكثافة السكانية (ن./كم²)                                 | 138.54                   | 79.45                                                      |
| العاصمة                                                   | بكين                     | بلغراد                                                     |
| اللغة الرسمية                                             | اللغة الصينية القياسية   | اللغة الصربية                                              |
| العملة                                                    | رنمينبي                  | دينار صربي                                                 |
| الناتج المحلي الإجمالي (بليون دولار)                      | 12.24 تريليون            | 41.43 مليار                                                |
| الناتج المحلي الإجمالي (تعادل القوة الشرائية) بليون دولار | 19.82 تريليون            | 100.13 مليار                                               |
| الناتج المحلي الإجمالي الاسمي للفرد دولار أمريكي          | 8.03 ألف                 | 5.24 ألف                                                   |
| الناتج المحلي الإجمالي للفرد دولار أمريكي                 | 13.21 ألف                | 13.59 ألف                                                  |
| مؤشر التنمية البشرية                                      | 0.728                    | 0.771                                                      |
| رمز المكالمات الدولي                                      | +86                      | +381                                                       |
| رمز الإنترنت                                              | .cn، .中国 ‏، .中國 ‏      | .rs، .срб ‏                                                 |
| المنطقة الزمنية                                           | توقيت الصين، ت ع م+08:00 | توقيت وسط أوروبا، ت ع م+01:00، ت ع م+02:00، أوروبا/بلغراد ‏ |

## مدن متوأمة
في ما يلي قائمة باتفاقيات التوأمة بين مدن صينية وصربية:
- ترتبط هاربن مع أوزيتشى باتفاقية توأمة منذ 11 مايو 2015.[14][15][14][15]
- ترتبط بكين مع بلغراد باتفاقية توأمة منذ 14 مارس 1979.
- ترتبط لويانغ مع ليسكوفاتس باتفاقية توأمة منذ 1 أبريل 2000.
- ترتبط تشانغتشون مع نوفي ساد باتفاقية توأمة منذ 2009.[16][16][16][16]

## منظمات دولية مشتركة
يشترك البلدان في عضوية مجموعة من المنظمات الدولية، منها:
| علم المنظمة | اسم المنظمة                               | تاريخ انضمام الصين | تاريخ انضمام صربيا |
| ----------- | ----------------------------------------- | ------------------ | ------------------ |
|             | مؤسسة التنمية الدولية                     | 24 سبتمبر 1960     | 25 فبراير 1993     |
|             | يونسكو                                    | 4 نوفمبر 1946      | 20 ديسمبر 2000     |
|             | وكالة ضمان الاستثمار متعدد الأطراف        | 30 أبريل 1988      | 19 مارس 1993       |
|             | الأمم المتحدة                             | 25 أكتوبر 1971     | 1 نوفمبر 2000      |
|             | الفريق المعني برصد الأرض                  | ?                  | ?                  |
|             | الاتحاد البريدي العالمي                   | ?                  | ?                  |
|             | البنك الدولي للإنشاء والتعمير             | 27 ديسمبر 1945     | 25 فبراير 1993     |
|             | المنظمة الهيدروغرافية الدولية             | ?                  | ?                  |
|             | الاتحاد الدولي للاتصالات                  | 1 سبتمبر 1920      | 1 يونيو 2001       |
|             | منظمة حظر الأسلحة الكيميائية              | ?                  | ?                  |
|             | مؤسسة التمويل الدولية                     | 15 يناير 1969      | 25 فبراير 1993     |
|             | المركز الدولي لتسوية المنازعات الاستشارية | 6 فبراير 1993      | 8 يونيو 2007       |
|             | مجموعة الموردين النوويين                  | ?                  | ?                  |
|             | منظمة الشرطة الجنائية الدولية             | ?                  | ?                  |

## أعلام
هذه قائمة لبعض الشخصيات التي تربطها علاقات بالبلدين:
- الصينيون في صربيا

## وصلات خارجية
- موقع وزارة الخارجية الصينية
- موقع وزارة الخارجية الصربية